# 南沙港站
南沙港站，是南沙港鐵路複線6個站點之一，南沙港鐵路開通而投入使用。

## 始發列車
2021年12月31日，南沙港站開行首列貨運班列。
2022年5月，開行首趟中歐班列「南沙港-成都-莫斯科」的海鐵聯運。

## 参見
南沙港鐵路